# Breakdown (canção de Mariah Carey)
"Breakdown" é uma canção da artista musical estadunidense Mariah Carey de seu sexto álbum de estúdio, Butterfly (1997). Foi lançado como o terceiro single do álbum em 24 de março de 1998 pela Columbia Records. Como "Butterfly", "Breakdown" recebeu um lançamento limitado em todo o mundo devido ao conflito na época com a Columbia. A canção foi escrita e produzida por Carey, Stevie J e Puff Daddy, e apresenta versos de rap por Bone Thugs-n-Harmony. A letra da canção descreve a emoção que alguém sente quando seu amor de repente o deixa de amar, e o que a dor faz com a pessoa. A canção foi bem recebida pelos críticos de música contemporânea.
No vídeo da música, Carey passa por uma variedade de diferentes trajes coloridos, combinando com maquiagens. Dentre as muitas mudanças, duas cenas predominantemente ocupam o vídeo. O primeiro de Carey vestida num estilo flamenco, enquanto dançava em uma cadeira com outras duas dançarinas. A outra mostra Carey e Bone Thugs-N-Harmony jogando num casino. Carey cantou a música ao vivo durante sua Butterfly World Tour em 1998, também em várias outras datas em suas turnês futuras. Devido a limitação da canção, "Breakdown" não debutou na maioria dos principais mercados da música, com excepção da Austrália e Nova Zelândia, onde chegou a ser número 38 e quatro, respectivamente. Nos Estados Unidos, devido às regras da Billboard na época, a canção não foi capaz de entrar no Hot 100, mas alcançou o número 53 na parada Hot 100 Airplay.

## Antecedentes
Eu disse ao Bone Thugs-n-Harmony que eu queria gravar algo com eles. A reação deles foi tipo,'tudo bem'...? Eu acho que eu assusto as pessoas com as ideias que tenho, mas eu acredito que o resultado é bom.

—Carey, em sua decisão de trabalhar com Bone Thugs-n-Harmony em Butterfly.
Carey gravou a canção no 'Hit Factory' em Nova Iorque ao decorrer de 1997. "Breakdown" foi um dos primeiros das faixas de Carey  a ter uma direção para o hip-hop, e muitos ficaram surpresos quando ela convidou Bone Thugs-n-Harmony para gravar a música, porque ela foi considerada mais que uma artista R&B/adulto contemporâneo. Segundo o autor Chris Nickson, "Breakdown" foi um componente importante de Butterfly: "'Breakdown' mostrou Mariah pisando com força no território que era novo para ela e tornando-se ela própria, tinha uma melodia que fervia sob seu vocal, e um sulco que era irresistível. "Quando Carey começou a gravar o álbum, ela teve baladas lentas e sensuais como "Whenever You Call" e "Butterfly", mas também teve faixas de R&B e hip-hop como "Honey". Por esta razão, Carey gravou "Breakdown", a fim de preencher a seção mid do álbum.

## Controvérsia
Todos falam como se eu não quisesse lançar algo, pois eu não aceitaria nada além de uma música pop em número um. Isso não é verdade. Como se eu não quisesse "quebrar um feito", meu feito acabou há muito tempo, eu nem ao menos tenho um feito. Eu tive cinco canções em primeiro lugar, depois eu tive canções que não chegaram ao número um. Enfim. Eu quis lançar "Breakdown" com Bone-Thugs-N-Harmony. Isso era óbvio. Lançá-la. Eu sempre ficarei triste por "Breakdown" não ter uma atenção merecida.

—Carey, desapontada com as escolhas dos singles, durante uma entrevista para a Vibe.
"Breakdown" foi a fonte de controvérsia quando se tratava de seu lançamento. Carey estava tendo um conflito com a Columbia sobre as escolhas de seus signles, a Columbia já não estava feliz com a transição do álbum para hip-hop.. Mais tarde, em 1998, quando Carey estava compondo as músicas para seu álbum de primeira compilação, #1's, a canção foi novamente uma das razões para o conflito dentro da gravadora. Eles discordaram sobre qual conteúdo deveria compor o álbum. A Sony queria lançar um álbum apenas com o seu número de singles que chegaram ao topo das paradas Americanas. Carey, por outro lado, sentiu que um álbum de greatest hits deveriam refletir sobre suas canções mais pessoais e favoritas, e não as canções mais comerciais. Para acompanhar suas treze músicas em primeiro lugar, Carey gravou quatro canções novas. Ela sentia que não incluindo qualquer novo material iria ferir os sentimentos de seus fãs, incluindo, portanto, material novo também. Apesar de comprometida, Carey manifestou seu desagrado para com a seleção de músicas do álbum, expressando seu desapontamento com a omissão de suas "músicas favoritas.""
Por esta razão, a Sony deu o título do álbum #1's, como Carey sentiu a necessidade de expressar o verdadeiro conteúdo do álbum, uma coletânea de seus hits que alcançaram o número um.    Carey tem freqüentemente citava "Underneath the Stars" (1996) e "Breakdown" (1998) como exemplos de canções  que ela não teve sucesso com o lançamento.

## Composição e remixes
"Breakdown" é uma canção lenta e sensual, que mistura os gêneros hip-hop e R&B contemporâneo. Ela incorpora o som de bateria, incluindo batidas pesadas e ritmadas.
A canção apresenta versos de rap de dois dos três membros do Bone Thugs-n-Harmony, Krayzie Bone e Wish Bone.
A canção apresenta versos de rap de dois dos três membros do Bone Thugs-n-Harmony, Krayzie Bone e Wish Bone. Como parte da canção os vocais de fundo são caracterizadas por todo o coro e as seções do refrão.
É definida no tempo de assinatura comum, e está escrito na tonalidade de mi bemol maior. Ela apresenta uma progressão de progressão harmônica de lá bemol maior-fá bemol maior-1. O intervalo do vocal de Carey abrange na canção a partir da nota mi bemol maior3 a nota elevada de fá sustenido maior5; o piano e guitarra com partes de intervalo fá bemol maior3 a sol bemol maior5 também. Além de ajudar com a sua letra e produção da canção, Combs e Stevie também coarranjaram e produziram a faixa.
Uma versão diferente da canção nomeada como The Mo' Thugs remix, longos trechos de rap de Krayzie e Wish Bone e uma introdução e verso de Layzie Bone, que não participou da canção original. Essa versão pode ser encontrada na compilação de Bone Thugs-n-Harmony, The Collection Volume One.

## Recepção e crítica
David Browne do Entertainment Weekly elogiou a canção, dizendo que "para a maioria do seus álbuns ela mantém suas famosas e habilidosas oitavas de escala. Mostrando uma admiravel restrição, ela aninha-se em batidas macias e suaves. Em 'Breakdown', ela demonstra que pode igualar ou separar as notas, usando as frases de um mácio reggae de seus convidados, dois membros do Bone Thugs-n-Harmony. Rich Juzwiak da revistra Slant chamou "Breakdown" de "a canção da carreira de Carey" e escreveu "É a música da carreira de Carey, onde os traços líricos são tão amplos e é perceptível a nudez deles. A cantora Mariah perfeitamente se adapta a esse estilo de cantar, ela consegue várias vezes usar a sua escala de oitavas em uma melodia, hipnóticamente malicioas para que quando ela realmente lamentar o final, você sinta. Isso acontece também com "The Roof", Carey vai em direção à sua maturidade musical, abraçando, e não desprezando o hip-hop. Este é o grau da sua elegância que vai até o hip-hop-soul, também."

### Performance nas paradas musicais
"Breakdown" foi lançada como terceiro single do álbum, em 1998, apenas nos Estados Unidos, Canadá, Nova Zelândia e Austrália (na Europa, "The Roof" foi escolhido como o terceiro single). Por causa do conflito entre Mariah Carey e sua gravadora na época, Sony Music Entertainment, a liberação comercial aconteceu somente na Austrália, onde teve um sucesso moderado e permaneceu no top 40 durante três semanas. Um remix da canção foi promovido nas rádios norte-americanas estreou na Billboard Hot R&B/Hip-Hop Airplay em outubro de 1997. No entanto, não foi lançado comercialmente nos Estados Unidos até abril de 1998, como um lado A duplo com "My All". Ele alcançou o top cinco na Billboard Hot R&B/Hip-Hop Airplay como "My All" / "Breakdown". No entanto, a música em si de forma independente apareceu no gráfico Billboard Hot 100 Airplay e alcançou o top vinte no Hot R&B/Hip-Hop Airplay e Rhythmic Airplay Chart. Na Nova Zelândia, a canção teve um bom desempenho, atingindo um máximo de número quatro e sendo disco de ouro pela Recording Industry Association of New Zealand (RIANZ), vendno mais de 7.500 cópias.

## Vídeo musical e remixes
O vídeo musical lançado em março de 1998 foi dirigido por Mariah Carey com a ajuda de Diane Martel. [5] Ela assume o papel de várias "meninas de cassinos", incluindo uma menina de cabaré, vedete, vaqueira e um amuleto da sorte. Os membros do Bone Thugs-n-Harmony fazem uma aparições também. No vídeo, Mariah interpreta em uma parte, uma menina de cabaré, dançando em uma cadeira, acompanhada por duas outras mulheres. Em uma outra cena mostra Carey em uma sala principal de um cassino, onde Wish e Krayzie Bone fazem uma aparições. Enquanto eles jogam um jogo com uma grande multidão em torno deles, Mariah chega no salão, vai até a mesa e aplaude eles. Enquanto isso está ocorrendo, Carey é visto deitado em um palco pé de gato, sozinho e chorando de sua separação. A edição diferente da música, intitulada The Mo 'Thugs remix, características raps mais de Krayzie e Wish Bone e uma intro e verso de Layzie Bone, que estava ausente da mistura original. Esta versão pode ser encontrada na compilação Bone Thugs-n-Harmony, The Collection Volume One.

## Faixas e formatos
| CD single - Estados Unidos |                                      |                                                            |                                    |         |  |
| N.º                        | Título                               | Compositor(es)                                             | Produtor(es)                       | Duração |  |
| 1.                         | "My All"                             | Mariah Carey, Walter Afanasieff                            | Mariah Carey, Walter Afanasieff    | 3:51    |  |
| 2.                         | "Breakdown (canção de Mariah Carey)" | Mariah Carey, Anthony Henderson, Charles Scruggs, Stevie J | Mariah Carey, Stevie J, Puff Daddy | 4:58    |  |

## Créditos
Créditos adaptados do encarte do álbum Butterfly.
- Mariah Carey – Vocais, composição, co-produção
- Stevie J. – composição, co-produção
- Anthony Henderson – composição
- Charles Scruggs – composição
- Puff Daddy – co-produção

## Desempenho nas tabelas musicais
| Tabela musical (1998)                        | Melhor posição |
| -------------------------------------------- | -------------- |
| Austrália (ARIA)                             | 38             |
| Estados Unidos (Billboard Radio Songs)       | 53             |
| Estados Unidos (Billboard R&B/Hip-Hop Songs) | 4              |
| Estados Unidos (Billboard Rhythmic)          | 31             |
| Nova Zelândia (Recorded Music NZ)            | 4              |

| Tabela musical (1998)                            | Melhor posição |
| ------------------------------------------------ | -------------- |
| Estados Unidos (Billboard Hot R&B/Hip-Hop Songs) | 24             |

## Vendas e certificações
| Região                                              | Certificação | Vendas |
| --------------------------------------------------- | ------------ | ------ |
| Nova Zelândia (RMNZ)                                | Ouro         | 5,000* |
| *números de vendas baseados somente na certificação |              |        |